# Ghiacciaio Cunningham
Il Ghiacciaio Cunningham (in lingua inglese: Cunningham Glacier) è un ghiacciaio tributario antartico,  che fluisce in direzione nordest e  va a confluire nel Ghiacciaio Canyon, 9 km a nord del Gray Peak, nei Monti della Regina Maud, in Antartide. 
La denominazione è stata assegnata dall'Advisory Committee on Antarctic Names (US-ACAN) in onore di Willard E. Cunningham, Jr., cuoco presso la Stazione McMurdo durante l'inverno 1960 e presso la Base Amundsen-Scott nell'inverno 1963.